# Cyber Ghetto
Cyber Ghetto – album studyjny zespołu Cybotron. Nagrań dokonano w studiu Cytek-Cyberdrome w miejscowości Ypsi w stanie Michigan (USA) w (1994). Głównym twórcą płyty jest Richard Davis.

## lista utworów
1. Fragment 17 Phase 1 (Proximian Mythos Cycle) 6:10
2. Archaeoptryx 6:25
3. Cyber Jesus (Tales Of The Dtrexian Mytros) 4:27
4. Fragment 17 Phase 3 (Proximian Mythos Cycle) 5:16
5. Nazca 9:13
6. Final Fantasy 4:37
7. Chakra 9 (Ghandhava Descending) 11:11